# Peter Michal Bohúň
Peter Michal Bohúň (Veličná, 28 settembre 1822 – Bielsko-Biała, 20 maggio 1879) è stato un pittore slovacco.

## Biografia
Nacque nella regione dell'Orava e precisamente nel villaggio di Veličná dal pastore evangelico Ján Bohúň e dalla moglie Jana Žofia, nata Ambroziová. Frequentò le scuole primarie nel paese natale.
Frequentò poi il ginnasio di Gemerská Hôrka, dove imparò l'ungherese. Proseguì gli studi al liceo evangelico di Levoča nel 1836. Per le proteste patriottiche slovacche nel 1841 il liceo fu chiuso dal governo ungherese. Bohúň si trasferì allora al liceo evangelico di Kežmarok, ove studiò diritto e realizzò i primi dipinti. Il 18 novembre 1843 si iscrisse all'Accademia di belle arti di Praga. Il suo insegnante fu il pittore storico tedesco Christian Ruben, che era allora direttore dell'Accademia.

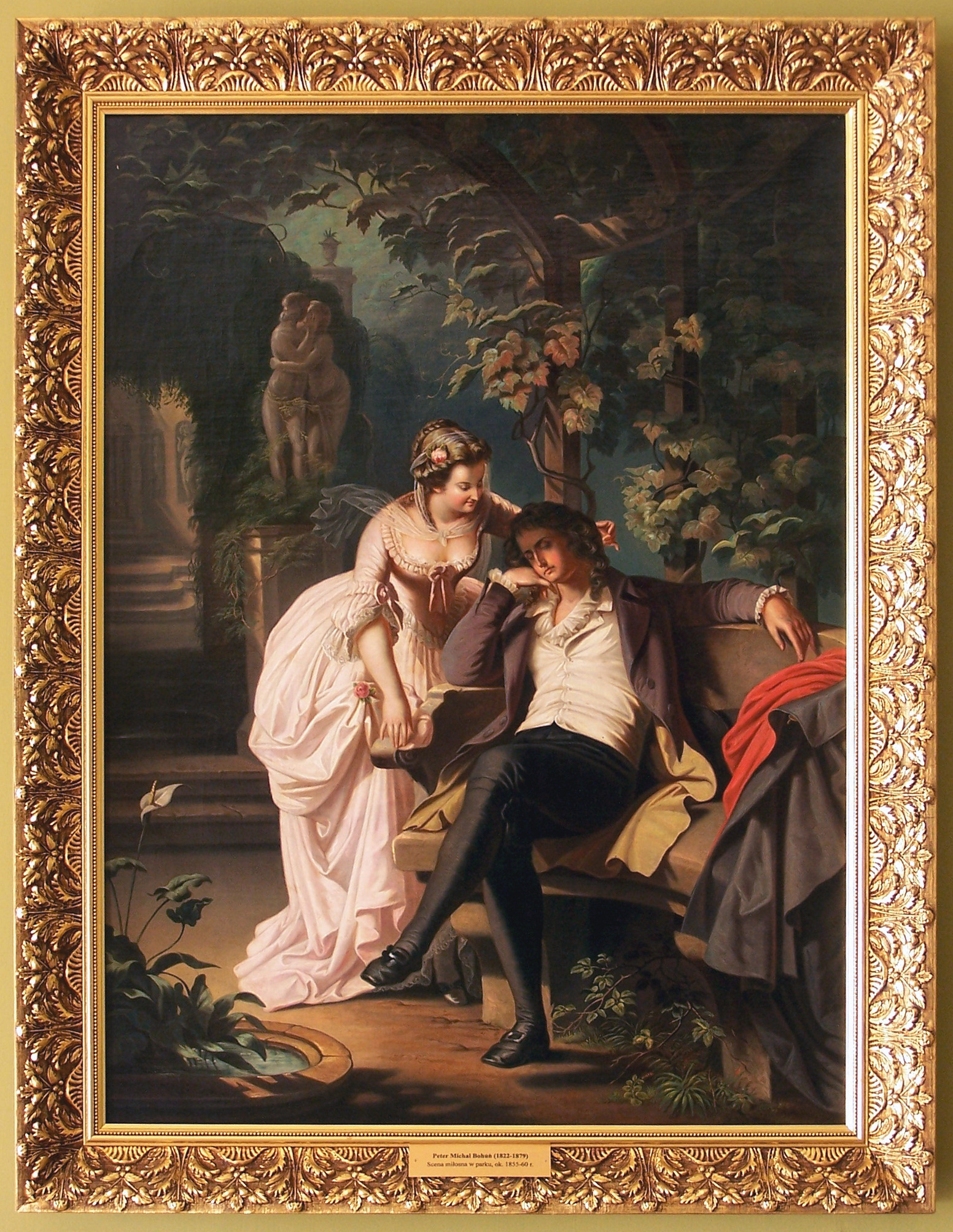
Scena d'amore al parco

Dopo la morte del padre, che aveva finanziato i suoi studi, nel febbraio del 1844, fu sostenuto dall'aiuto economico del nobile dell'Orava Michal Kubín il giovane. Fece parte del circolo di Ľudovít Štúr. 
Il genere più ricorrente dei suoi dipinti sono i ritratti, esposti nella maggior parte delle pinacoteche slovacche, a Praga e in altre città d'Europa. realizzò anche numerose pale d'altare, che sono disseminate nelle chiese di tutta la Slovacchia e anche in Polonia. Ai paesaggi si dedicò saltuariamente, attingendo soprattutto ai motivi naturalistici della sua regione natale. Lo schizzo a tempera Slovenské ľudové zhromaždenie ("Raduno popolare slovacco"), con le figure che indossano i costumi tradizionali di ogni zona della Slovacchia, è considerato il suo capolavoro. Altrettanto celebre è il suo ritratto del patriota slovacco Ján Francisci-Rimavský come capitano dei volontari nell'Insurrezione slovacca del 1848-1849.
Nel settembre del 1854 Peter Michal Bohúň si trasferì con la moglie Žofia Amália, nata Klonkayová, figlia di un nobile di Lučivná, e con i due figli a Liptovský Mikuláš, ove per 11 anni insegnò pittura alla scuola evangelica femminile.
Nell'autunno del 1865 Peter Michal Bohúň, indebitato, abbandonò la Slovacchia e con la famiglia si stabilì in Galizia, nel paese di Lipnik, oggi parte della città polacca di Bielsko-Biała. Nel 1876 compì un viaggio in Italia, ove poté incontrare il figlio Ľubor Milan, che aveva disertato dall'esercito austriaco.
Secondo le notizie dell'archivio evangelico di Biała, Peter Michal Bohúň morì il 20 maggio 1879 di polmonite e fu sepolto nel cimitero evangelico della stessa città.

## Galleria d'immagini

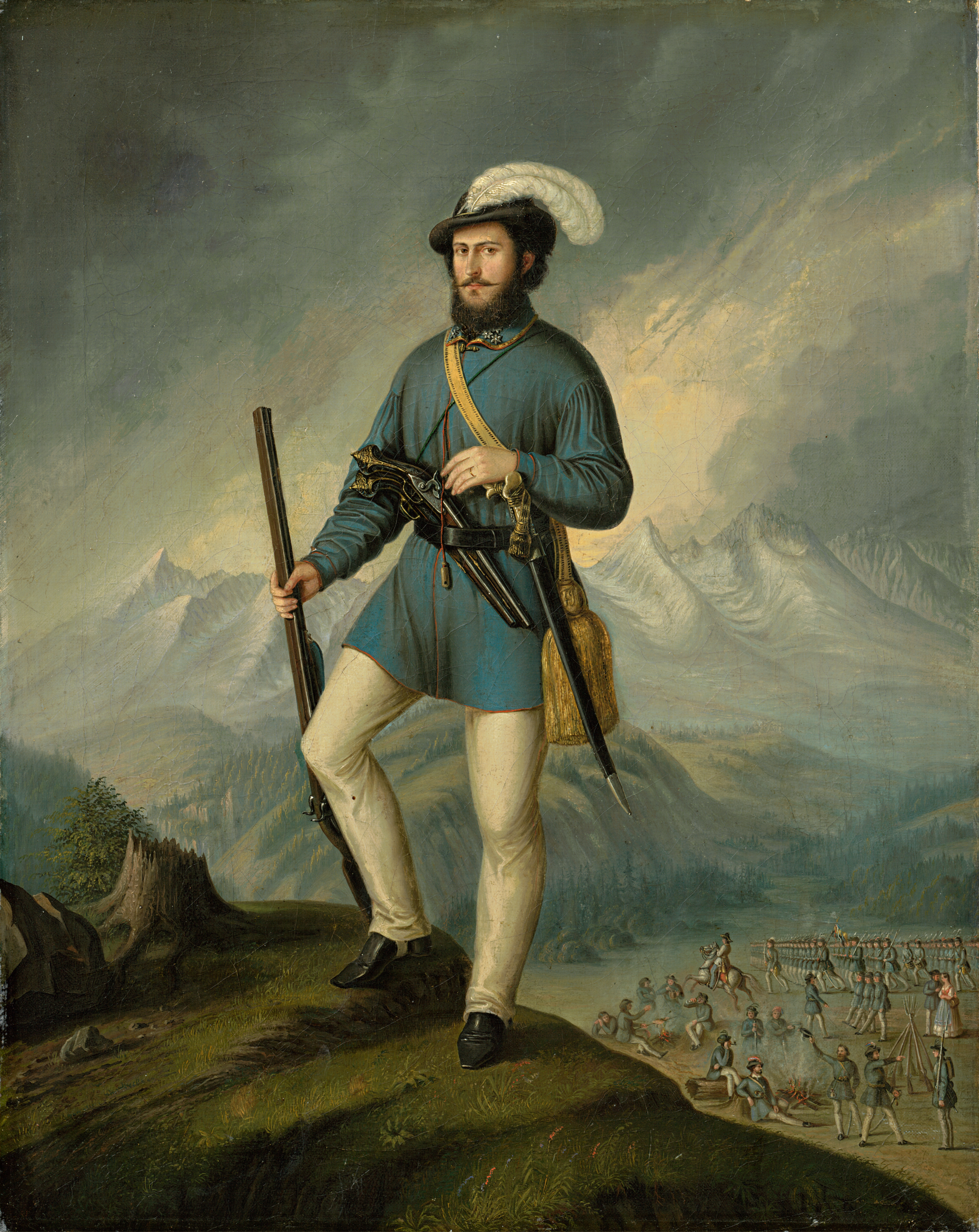
Ján Francisci-Rimavský
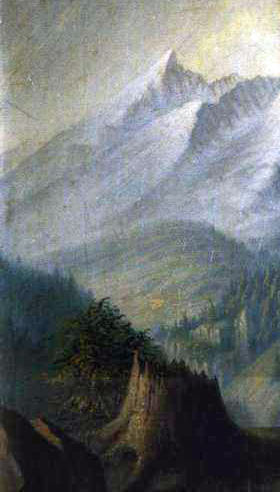
Il monte Kriváň
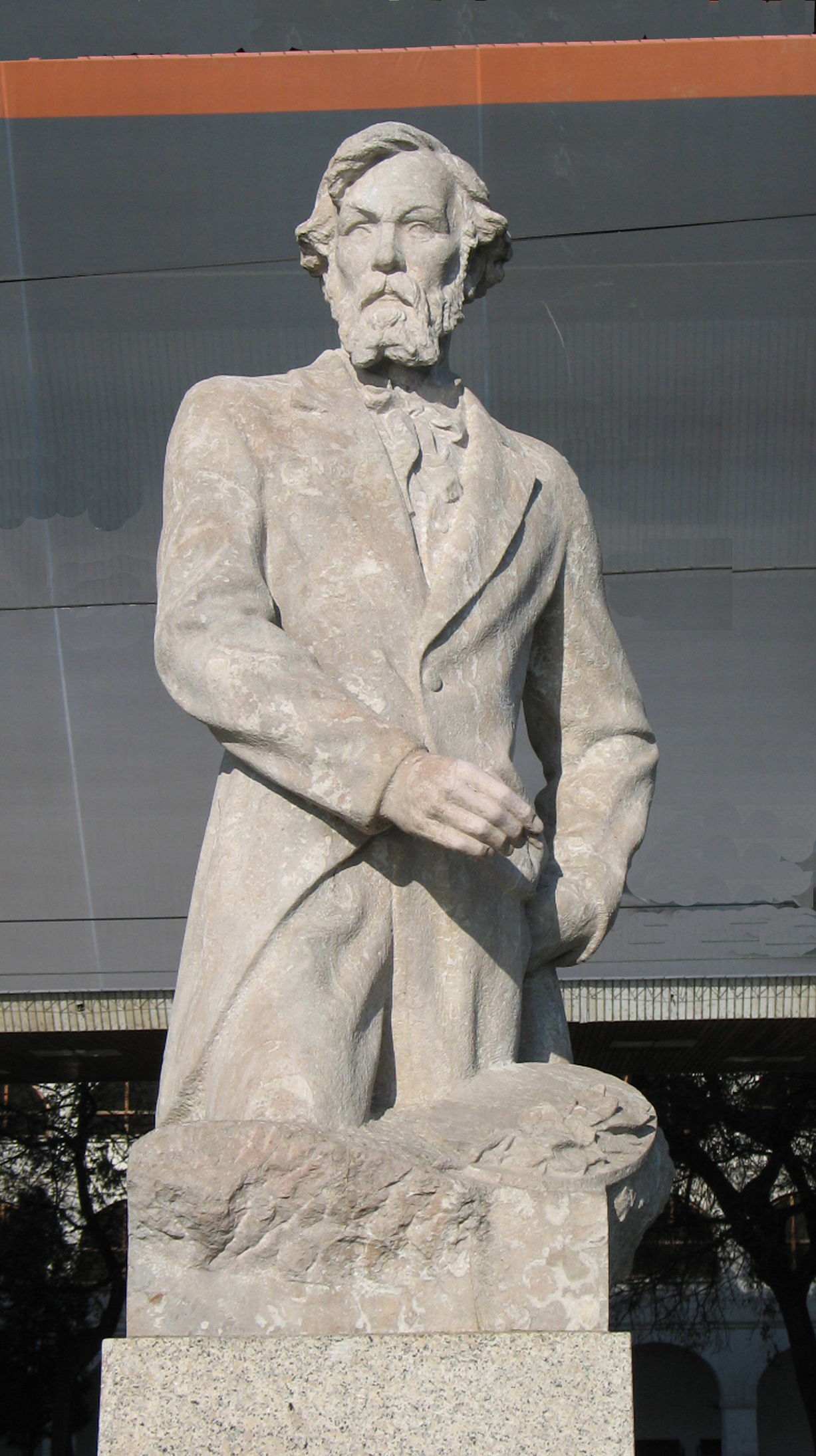
Il suo busto dinanzi alla Galleria nazionale slovacca, opera di Fraňo Štefunko
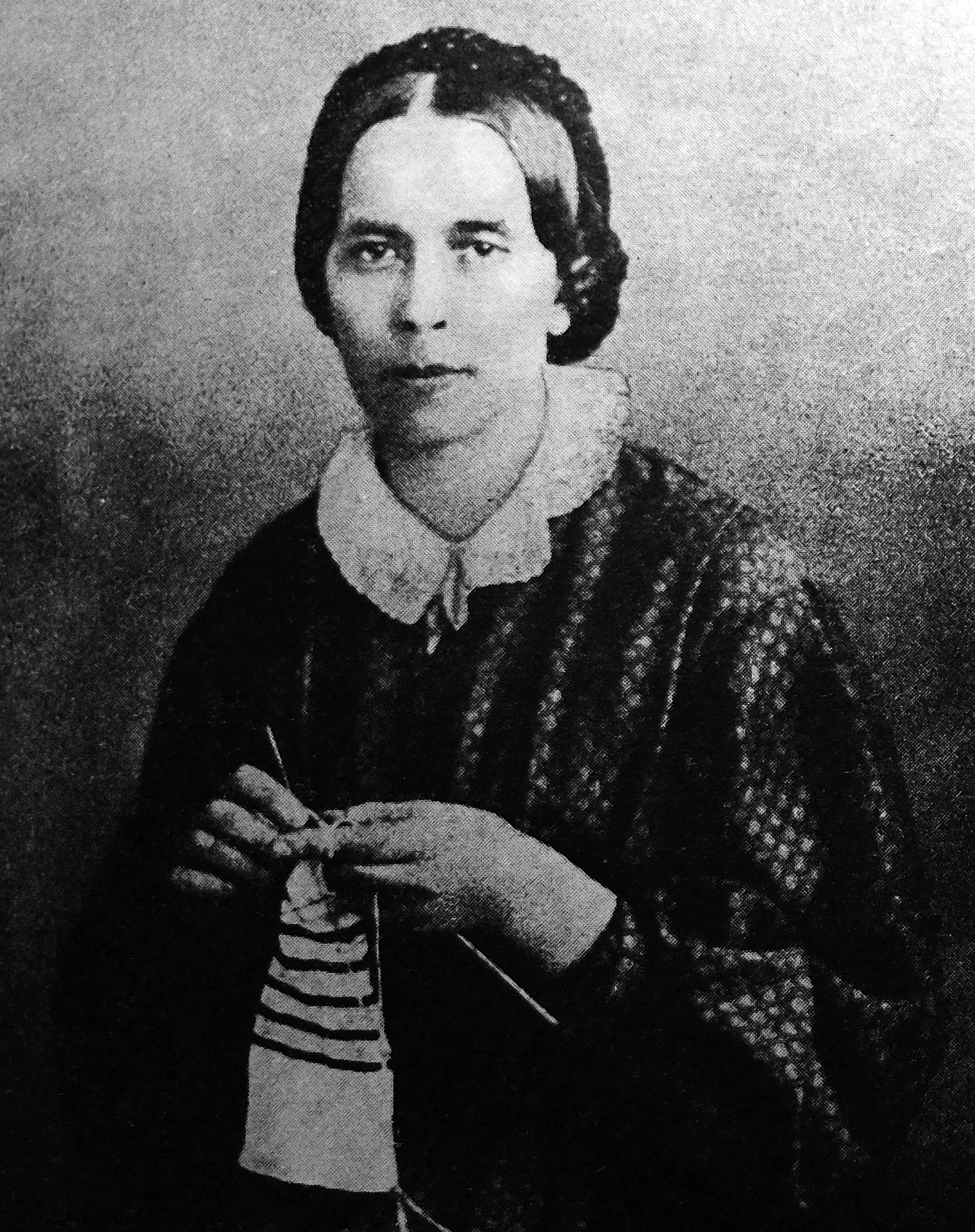
La moglie Žofia Klonkayova